# Loch (Grafing bei München)
Loch ist ein Ortsteil der Stadt Grafing bei München im oberbayerischen Landkreis Ebersberg. Die Einöde liegt circa drei Kilometer südwestlich von Grafing.

## Baudenkmäler
Siehe: Liste der Baudenkmäler in Grafing bei München#Loch